# ارنست بلیه
ارنست بلیه (فرانسوی: Ernest Biéler‎; ۳۱ ژوئیهٔ ۱۸۶۳ – ۲۵ ژوئن ۱۹۴۸) تصویرگر، طراح و نقاش اهل سوئیس بود.
او برندهٔ جوایزی همچون لژیون دونور شده‌است.